# Барс-8
«Барс-8» — лёгкий тактический бронеавтомобиль украинской корпорации «Богдан».

## История
Демонстрационный образец бронемашины «Барс-8» был впервые представлен 4 апреля 2015 года на полигоне учебного центра Национальной гвардии в селе Новые Петровцы. Модель была разработана на основе конструкции созданного в конце 2014 года броневика «Барс» с учётом требований министерства обороны Украины — на более мощном шасси пикапа Dodge Ram, с увеличенным объёмом кузова и грузоподъёмностью.
Дизайн бронемашины «Барс-8» разработала киевская дизайнерская фирма «DIGITEC Visual Engineering».
21 сентября 2015 на XII-й выставке вооружения и военной техники «Зброя та безпека-2015» был представлен завершённый вариант «Барс-8».
21 марта 2016 было объявлено об успешном завершении испытаний бронемашины «Барс-8».
11 октября 2016 на проходившей в Киеве выставке вооружения «Зброя та безпека-2016» был представлен 120-мм мобильный миномётный комплекс на базе «Барс-8», разработанный при участии ГП «Укроборонсервис» (11 октября 2017 года представленный под названием «Барс-8ММК»).
По результатам испытаний, в 2017 году был разработан новый вариант «Барс-8» (фильтровентиляционную установку на котором переместили с крыши в кормовую часть машины, а также внесли другие изменения в конструкцию), что позволило уменьшить массу машины на 400 кг.
10 января 2018 года конструкция «Барс-8ММК» была запатентована. В дальнейшем, «Барс-8ММК» был направлен на испытания.
Также, в 2018 году бронемашина «Барс-8» была включена в перечень бронетехники, предлагаемой на экспорт государственной компанией «Спецтехноэкспорт».
В феврале 2019 года «Барс-8» завершил государственные испытания и в июне 2019 года был официально принят на вооружение вооруженных сил Украины.
1 августа 2019 года шесть бронемашин «Барс-8» были заказаны для вооружённых сил Украины и 25 сентября 2019 года партия из шести «Барс-8ММК» была передана в войска. В июне 2020 года стало известно, что «Барс-8ММК» были забракованы представителями министерства обороны в связи с некондиционными стволами миномётов и отсутствием таблиц стрельбы, и они были отправлены на базу хранения в посёлке Оржев.
30 августа 2020 года для вооружённых сил Украины были заказаны ещё шесть бронемашин «Барс-8» (по цене 7,42 млн. гривен за бронемашину).
7 декабря 2021 все шесть машин «Барс-8ММК» были переданы в опытную эксплуатацию в подразделения десантно-штурмовых войск.

## Описание
Бронемашина имеет обычную компоновку с передним расположением двигателя, отделением управления в средней части машины, в кормовой части машины расположено десантное отделение. Экипаж машины состоит из двух человек (водителя и командира машины), в десантном отделении предусмотрена возможность перевозки грузов или до восьми пехотинцев в полном обмундировании.
Бронеавтомобиль оснащен турбодизельным двигателем Cummins Turbo Diesel мощностью 385 л.с. и японской коробкой передач Aisin.
Машина имеет защиту уровня STANAG 4569 Level 2.
По состоянию на начало октября 2015 года, стоимость одной бронемашины в стандартном варианте исполнения, без вооружения и дополнительного оборудования составляла 200 тысяч долларов США.

### Вооружение
В крыше десантного отделения бронемашины имеется люк и предусмотрена возможность установки вооружения - 7,62-мм пулемёта ПК, 12,7-мм пулемёта НСВ-12,7, автоматического гранатомёта или боевого модуля.
Кроме того, на крыше бронемашины установлены шесть 81-мм дымовых гранатомётов «Туча».

## Варианты и модификации

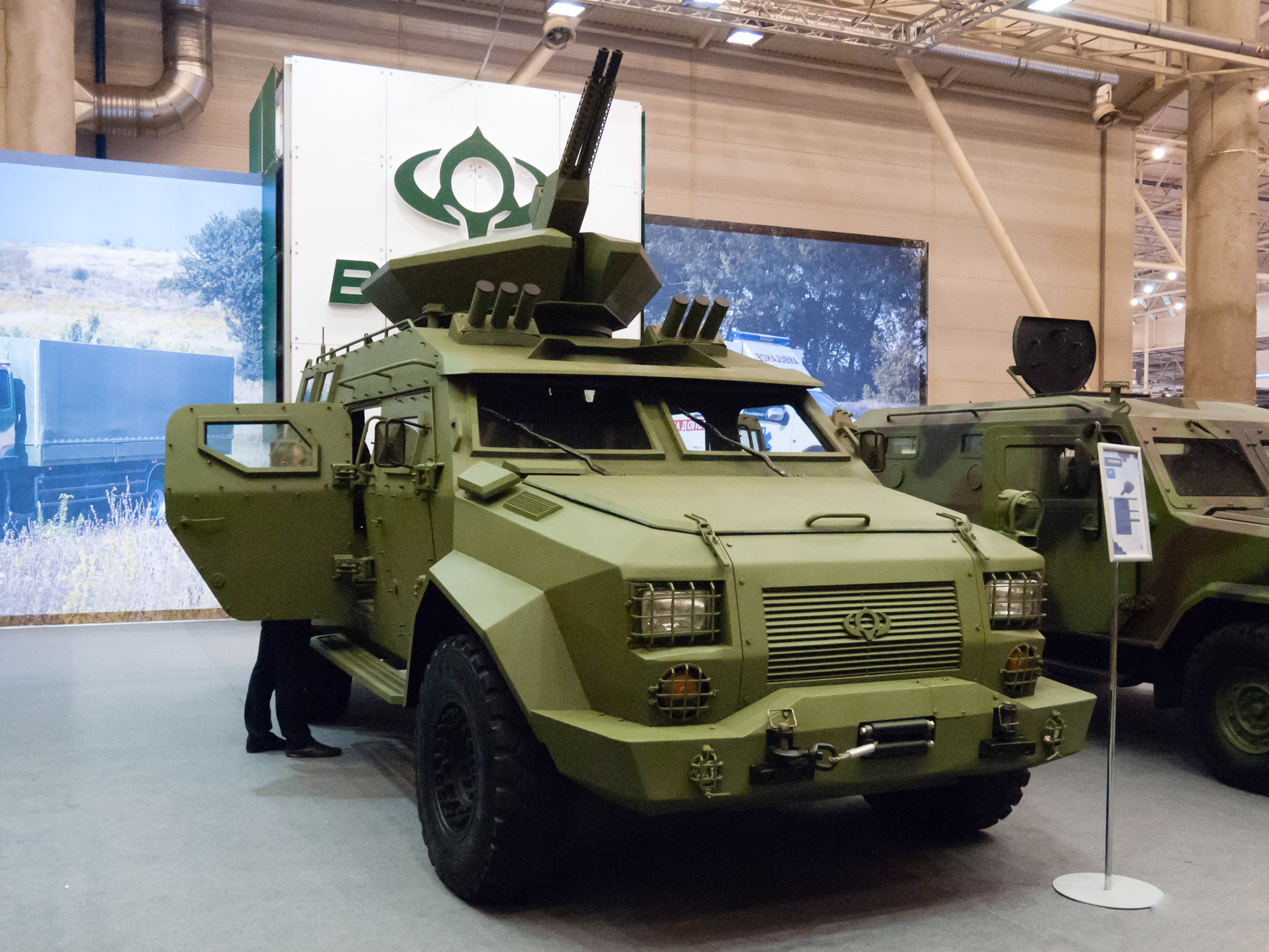
«Барс-8» с боевым модулем «Тайпан»

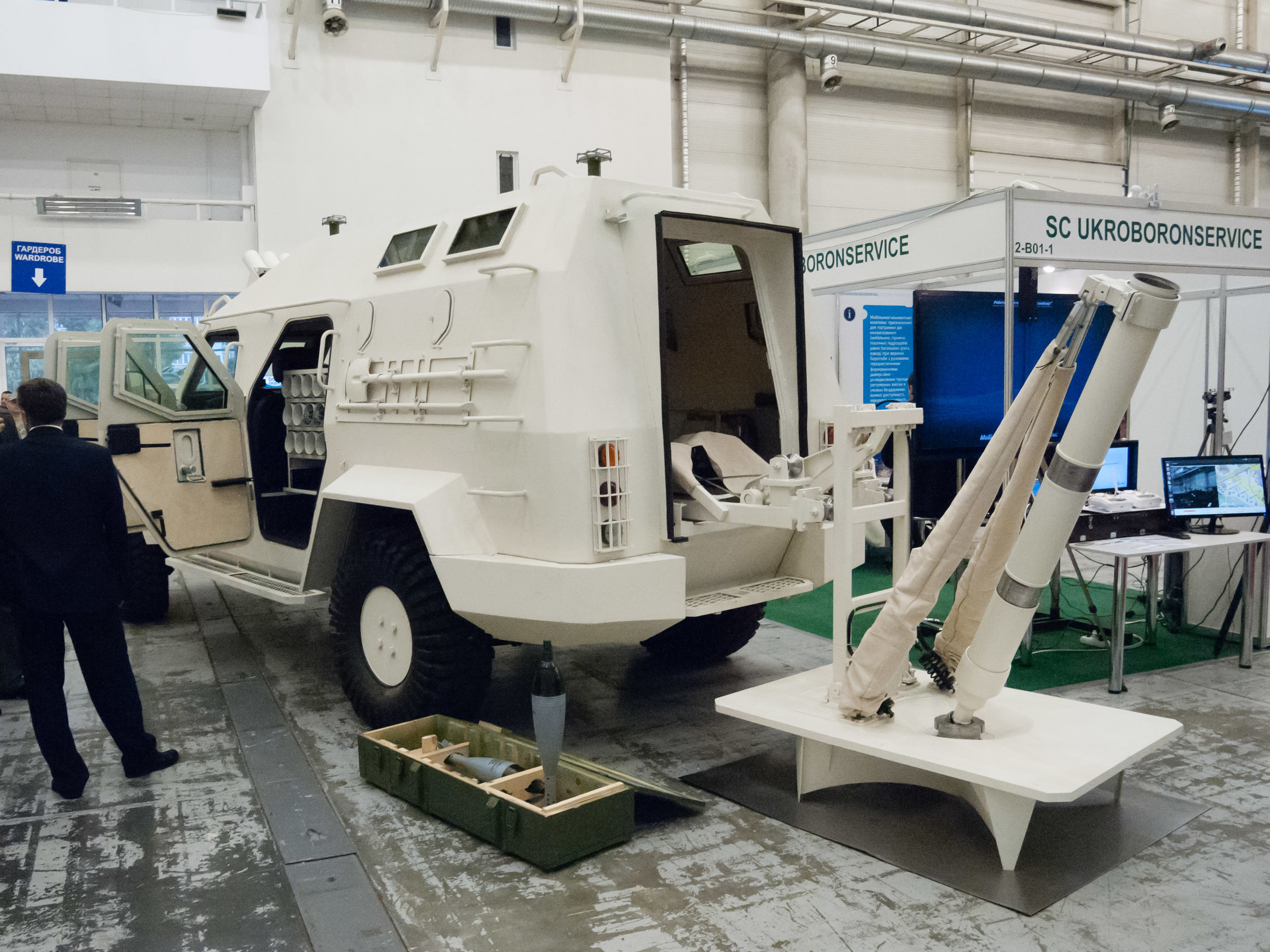
«Барс-8ММК»

Сообщается, что бронемашина «Барс-8» может выпускаться в нескольких вариантах исполнения.
- «Барс-8» — бронированный автомобиль для перевозки пехоты.
- «Барс-8ММК» — 120-мм самоходный миномёт, демонстрационный образец которого был представлен в октябре 2016 года. Экипаж бронемашины сокращён до трёх человек, десантное отделение переоборудовано в грузовой отсек, где размещен 120-мм миномётный комплекс UKR-MMC с компьютеризированной системой наведения и боекомплектом. Угол вертикального наведения миномёта составляет от 45 до 85 градусов, по горизонтали — 60 градусов. 120-мм миномётный комплекс UKR-MMC представляет собой советский 120-мм миномёт 2Б11 с новой квадратной опорной плитой и пневматическим механизмом приведения оружия в боевое положение и наведения). Для представленной на выставке машины новая опорная плита и пневматический механизм наведения испанского производства были получены через ГП «Укроборонсервис»[26].
- «Барс-8AR» — машина артиллерийской разведки на базе «Барс-8», в результате установки комплекта оборудования «Джеб» масса машины увеличена до 9,5 тонн, а общая численность экипажа и десанта уменьшена до шести человек[2].
- «Барс-8» с башенным боевым модулем «Тайпан», впервые представлен 11 октября 2016 года[27].